# Cimitero di Laorca
Il Cimitero di Laorca, comprendente anche la Cappella di San Giovanni Battista, è un cimitero cattolico romano situato nel rione Laorca, a nord di Lecco. Il cimitero è locato in una grotta sotto il Monte Medale, in contrada Laorca . Essendo di una certa rilevanza storico-paesaggistica, è considerato monumento nazionale, inserito nella Cemeteries Routes of Europe.

## Storia
Il sito originariamente ospitava una serie di cappelle che ricostruiscono ancora oggi la Via Crucis, realizzate nel 1765, simili a quelle trovate presso i vari Sacri Monti del Piemonte e della Lombardia. Già nel 1649 venne realizzato un ossario per ospitare i resti delle vittime della peste portata in Italia dai Lanzichenecchi; dopo la prima guerra mondiale, al sito vennero aggiunti un deposito ed un memoriale per i caduti nel conflitto.
Nel 1930, l'ingegner Giosuè Todeschini, realizzò un terrazzamento inferiore per ospitare otto cappelle private.
A partire dal 1933, durante gli anni del regime fascista, il cimitero venne dichiarato "Luogo che non dovrebbe esistere": difatti, con la costruzione del nuovo camposanto di Malgrate, ne fu disposta la chiusura e la traslazione delle salme sia a Malgrate che nel cimitero monumentale della città, comportando così la soppressione dei cimiteri locali. Tutta la popolazione locale insorse ed il cimitero di Laorca rimase immutato.
Il sito è stato ristrutturato nel corso dei secoli XIX e XX; al pittore Luigi Tagliaferri venne affidato il compito di restaurare la Via Crucis. Nel 1985-1989, il pittore Paolo Gerosa dipinse immagini moderne per la cappella ristrutturata in stile neoromanico, sulle precedenti fondamenta. La grotta ospita cappelle dedicate alla Madonna di Lourdes ed a San Giovanni Battista (chiamata anche Chiesa ai Morti); quest'ultima cappella ha una struttura risalente al 1289, eretta per venerare un eremita di nome Giovanni che abitava nella grotta nel medioevo.
L'interno della chiesa principale presenta affreschi del 1578 ed un arco in stucco nell'abside del 1648. Il cimitero ha monumenti in stile Liberty dedicati a Falck (1922), Redaelli (1903-1908) e Bolis (1914).